# Berg (Fauquemont-sur-Gueule)
Pour les articles homonymes, voir Berg.
Berg est un village néerlandais dans la commune de Fauquemont-sur-Gueule, dans la province du Limbourg néerlandais. En 2008, Berg comptait 3 563 habitants.

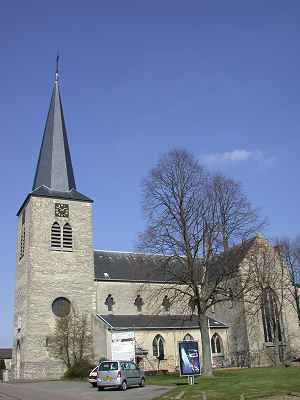
Église Saint-Monulphe.

Berg est situé le long de l'ancienne route de Maastricht à Fauquemont, au bord d'un plateau qui surplombe la Gueule.
Jusqu'au 1er janvier 1982, Berg formait une commune indépendante avec Terblijt, au nom de Berg en Terblijt. Cette commune contenait également les localités de Geulhem et de Vilt.
Berg est le lieu de naissance du théologien Gerhard Casimir Ubaghs.